# Prima battaglia di Saint-Florent-le-Vieil
La prima battaglia di Saint-Florent-le-Vieil è stata una battaglia della prima guerra di Vandea combattuta il 12 marzo 1793 a Saint-Florent-le-Vieil.

## Antefatti
Il 10 marzo 1793 fu annunciata la legge sull'introduzione della leva obbligatoria a Saint-Florent-le-Vieil (Maine e Loira). Duval, il procureur-syndic, mentre leggeva il testo della nuova legge, fu aggredito da una quindicina di giovani che furono arrestati. Temendo ulteriori disordini, il giorno successivo, il sacerdote costituzionale Antoine Vallée venne inviato ad Angers, capoluogo del dipartimento, per chiedere in rinforzo 200 soldati. Tuttavia dal capoluogo inviarono solo 25 dragoni, in quanto, temendo insurrezioni diffuse nei diversi comuni del dipartimento, non volevano privarsi di molti soldati.

## La battaglia
Il 12 marzo, i giovani convocati per essere arruolati, entrarono in città accompagnati da parenti e amici, in totale erano all'incirca 600 persone, armate di bastoni, falci o fucili da caccia e indossando una coccarda bianca, simbolo dei monarchici. A guidarli vi era Laurent Fleury, un maresciallo di Saint-Florent, e André Michel, noto come "Chapelle". Di contro, i repubblicani contavano solo 150 uomini della guardia nazionale male armati e due piccoli cannoni.
Alla testa dei contadini, marciavano anche i sindaci di Botz-en-Mauges, La Chapelle-Saint-Florent e Saint-Quentin-en-Mauges, che, volenti o nolenti, convocarono i propri cittadini per essere arruolati e si riunirono davanti alla vecchia abbazia di Saint-Florent, divenuta sede del distretto, per ascoltare le direttive dell'ufficiale del comune Jacob.
La folla iniziò a fischiarlo e a protestare, quindi i gendarmi intervennero colpendo i responsabili con il piatto delle loro sciabole. In risposta dalla folla si aprì il fuoco verso Jacob e morì sul colpo, probabilmente per mano di Laurent Fleury. La Guardia Nazionale quindi rispose sparando sulla folla, con le loro due colubrine, uccidendo quattro persone e ferendone altre quaranta. I contadini si gettarono sui cannonieri e sui repubblicani, uccidendone alcuni e costringendone altri a fuggire dalle finestre dell'edificio.
Finito lo scontro, i contadini diedero fuoco ai documenti ufficiali e all'altare della patria, le case dei repubblicani furono saccheggiate e saccheggiate.
Saint-Florent-le-Vieil cadde così nelle mani degli insorti e i repubblicani furono costretti alla fuga, attraversando il fiume Èvre. Alcuni contadini tornano poi ai loro villaggi, altri trascorrono la notte banchettando.
Il giorno successivo, Charles de Bonchamps giunse a Saint-Florent-le-Vieil, dopo che gli insorti lo andarono a prelevare nel proprio castello di La Baronnière, per porlo come loro comandante. Il nobile accettò l'incarico e ristabilì un certo ordine, quindi organizzò la difesa del villaggio.